# Krzywy Wołów
Krzywy Wołów (niem. Krummwohlau) – część miasta Wołów położonego w Polsce, w województwie dolnośląskim, w powiecie wołowskim, w gminie Wołów. 
Dawna osada targowa na Dolnym Śląsku wspominana w przekazach z XIII wieku. Potem samodzielna wieś typu ulicówka (264 mieszkańców - stan na 31.12.2006; 569 w 1939 r.). Po 1945 roku część miasta Wołów. Położona w północnej części miasta za rzeką Juszką w kierunku na Cztery Domki, Stary Wołów i Wińsko.